# Virginia Slims of Florida 1990
Il Virginia Slims of Florida 1990 è stato un torneo femminile di tennis giocato sul cemento. È stata la 12ª edizione del torneo, che fa parte della categoria Tier II nell'ambito del WTA Tour 1990. Si è giocato a Boca Raton negli USA, dal 5 all'11 marzo 1990.

## Campionesse

### Singolare
Gabriela Sabatini ha battuto in finale  Jennifer Capriati con il punteggio di 6–4, 7–5

### Doppio
Jana Novotná /  Helena Suková hanno battuto in finale  Elise Burgin /  Wendy Turnbull con il punteggio di 6–4, 6–2